# 黃肉楠上三脊節蜱
黃肉楠上三脊節蜱（学名：Calepitrimerus litseaus）为節蜱科上三脊節蜱屬下的一个种。